# Eruguera de les illes de l'Almirallat
L'eruguera de les illes de l'Almirallat (Edolisoma admiralitatis) és una espècie d'ocell de la família dels campefàgids (Campephagidae).

## Hàbitat i distribució
Habita boscos tropicals de frondoses humits de les illes de l'Almirallat.

## Taxonomia
Sovint és considerat una subespècie de l'eruguera becfina (Edolisoma tenuirostre), però el Congrés Ornitològic Internacional (versió 10.2, 2020) el considera una espècie diferent arran recents estudis.